# Bea Heim

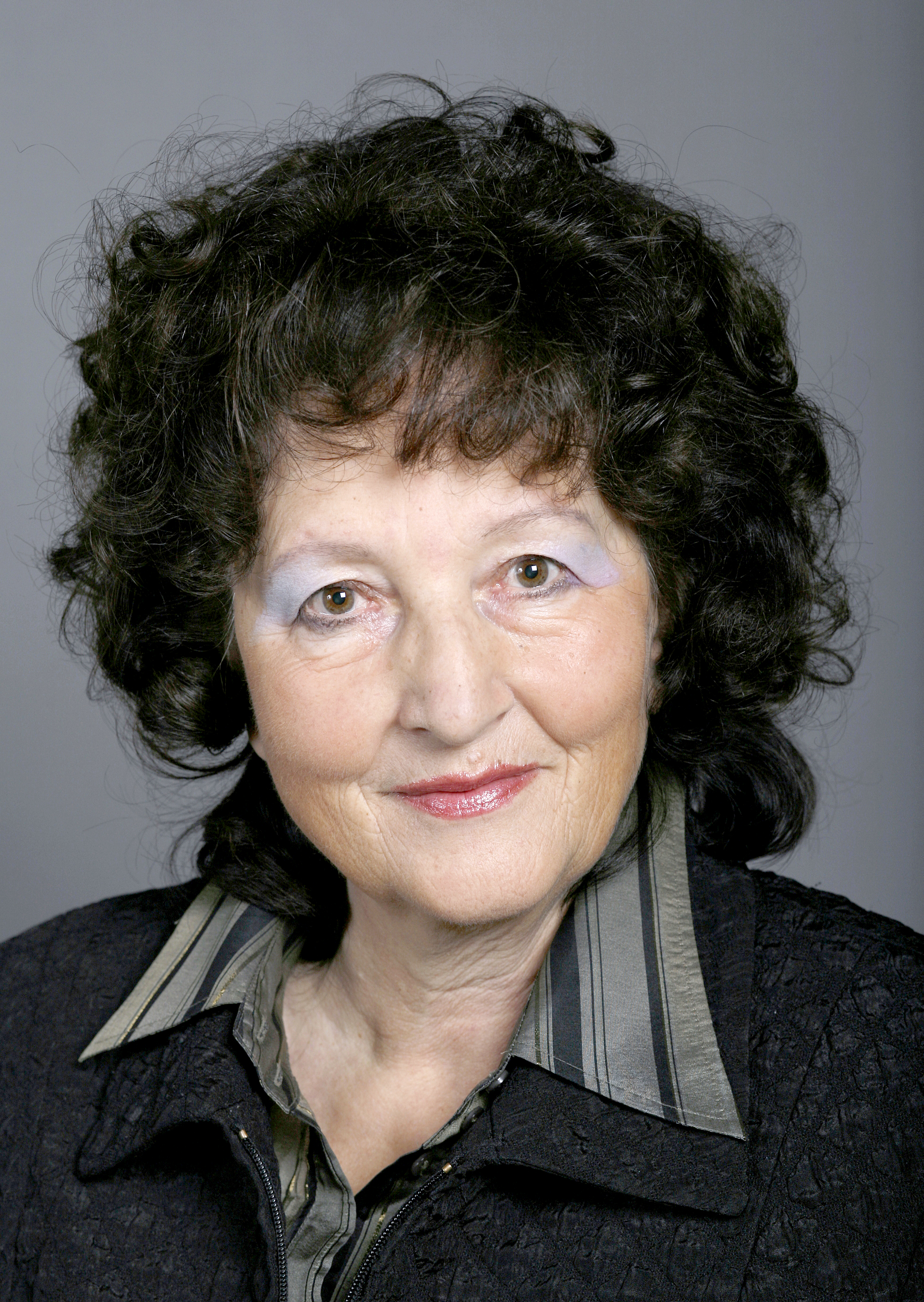
Bea Heim

Bea Heim (* 7. April 1946 in Aarau), Bürgerin von Neuendorf, Walzenhausen und Olten, ist eine Schweizer Politikerin (SP).
Von 1989 bis 2004 sass sie im Kantonsrat des Kantons Solothurn. Seit den Schweizer Parlamentswahlen 2003 bis Ende der 50. Legislaturperiode am 2. Dezember 2019, war sie Mitglied des Nationalrats und Präsidentin der Parlamentarischen Gruppe für Altersfragen. Sie sass in der Geschäftsleitung der SP des Kantons Solothurn und im Vorstand der SP Starrkirch-Wil.
Bea Heim ist von Beruf Rhythmik- und Heilpädagogin. Sie ist mit dem Historiker Peter Heim verheiratet, hat eine Tochter und zwei Söhne.